# Austrodontella
Genre
Synonymes
- Triodontella Stach, 1949 nec Reitter, 1919

Austrodontella est un genre de collemboles de la famille des Odontellidae.

## Distribution
Les espèces de ce genre se rencontrent en Australie et aux îles Crozet.

## Liste des espèces
Selon Checklist of the Collembola of the World (version du 4 octobre 2019) :
- Austrodontella cassagnaui Deharveng, 1981
- Austrodontella trispina (Womersley, 1935)

## Publications originales
- Ellis & Bellinger, 1973 : An annotated list of the generic names of Collembola (Insecta) and their type species. Monografieën van de Nederlandse Entomologische Vereniging, vol. 7, p. 1-74.
- Stach, 1949 : The Apterygotan fauna of Poland in relation to the world-fauna of this group of insects. Families: Neogastruridae and Brachystomellidae. Acta monographica Musei Historiae Naturalis, Kraków, p. 1-341.